# Kriegerdenkmal in der Oberen Hauptstraße (Freising)
Koordinaten: 48° 23′ 58,8″ N, 11° 44′ 31,4″ O
Das Kriegerdenkmal in der Oberen Hauptstraße in Freising ist ein denkmalgeschütztes Kriegerdenkmal aus dem Jahr 1905.  

## Beschreibung
Der Sockel des insgesamt 8,50 m hohen Denkmales besteht aus Hauzenberger Granit. Auf ihm sitzen zwei bronzene Löwen. An der West- und Ostseite fließt aus zwei bronzenen Löwenköpfen Wasser in zwei halbrunde Brunnenschalen und weiter in zwei größere ebenfalls halbrunde Bodenbecken. Seitlich am Sockel wurden bei der Neugestaltung nach dem Zweiten Weltkrieg bronzene Schrifttafeln angebracht. Den oberen Teil des Denkmales bildet ein Obelisk aus fränkischem Muschelkalk.  

Das Denkmal wurde am 28. Mai 1905 eingeweiht. Der Entwurf stammt von Emil Ritter von Lange nach Vorarbeiten von Gabriel von Seidl. Ausgeführt wurde das Denkmal vom Freisinger Bildhauer Johann Franz und vom Münchner Bildhauer Karl Kiefer, der die beiden bronzenen Löwen schuf. Die beiden von der Königlichen Erzgießerei in München gegossenen Bronzelöwen gingen Ende des Zweiten Weltkrieges verloren. 1985 wurden vom Freisinger Bildhauer Wilhelm Breitsameter nach alten Photographien zwei neue Löwen angefertigt. Bei der Verkehrsberuhigung der Altstadt Mitte der 1980er Jahre wurde das Denkmal etwas versetzt. Ursprünglich stand es auf Höhe des Gebäudes Obere Hauptstraße 27. Mitte Juni 2020 wurde das Denkmal abgebaut und restauriert. Im Zuge der Neugestaltung der Oberen Hauptstraße wird die bisher überdeckte Moosach freigelegt. Daher wurde das Denkmal nach der Restaurierung um einige Meter nach Nordosten versetzt wieder aufgestellt.

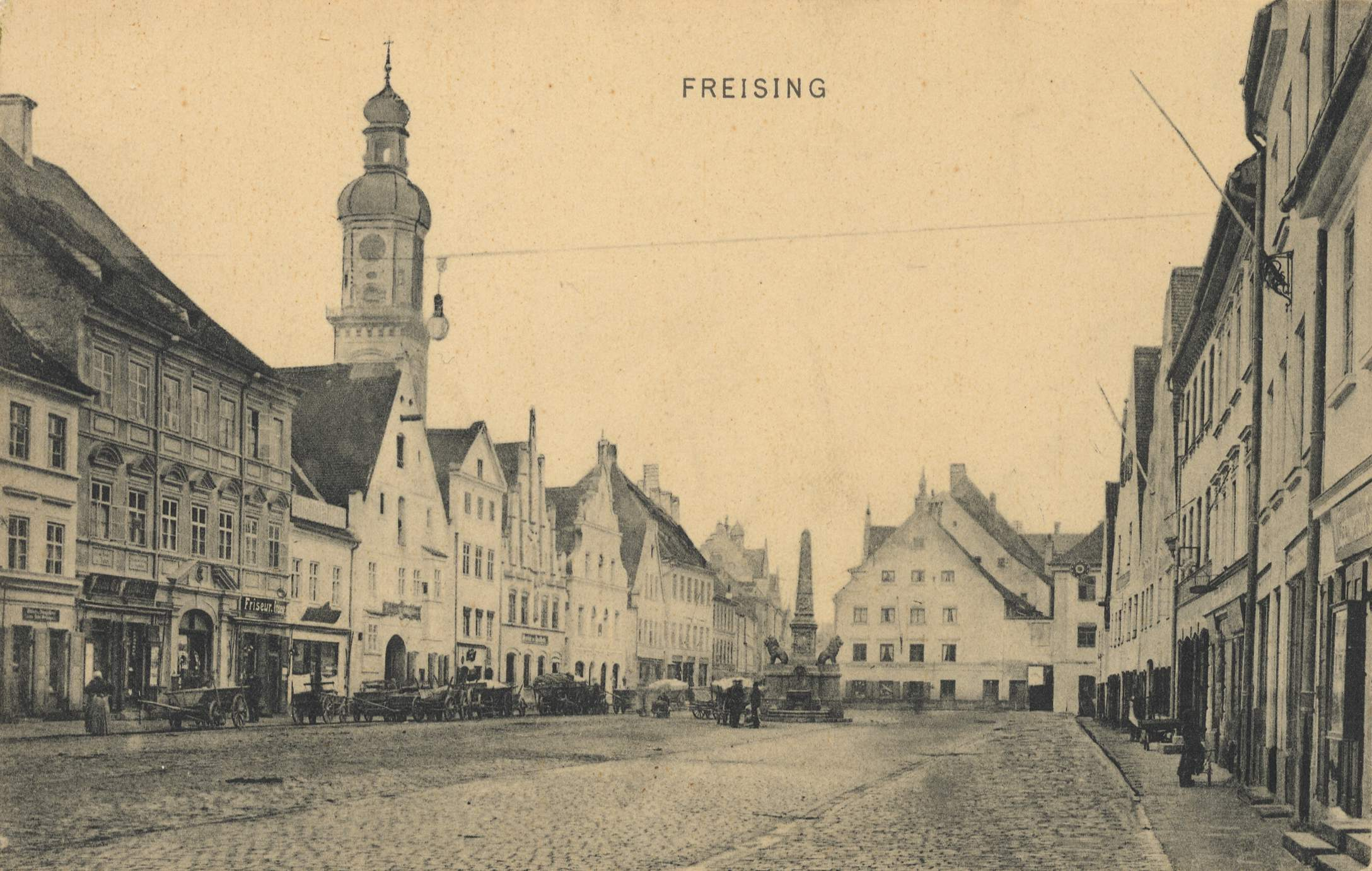
Obere Hauptstraße mit dem Kriegerdenkmal kurz nach dem Bau.
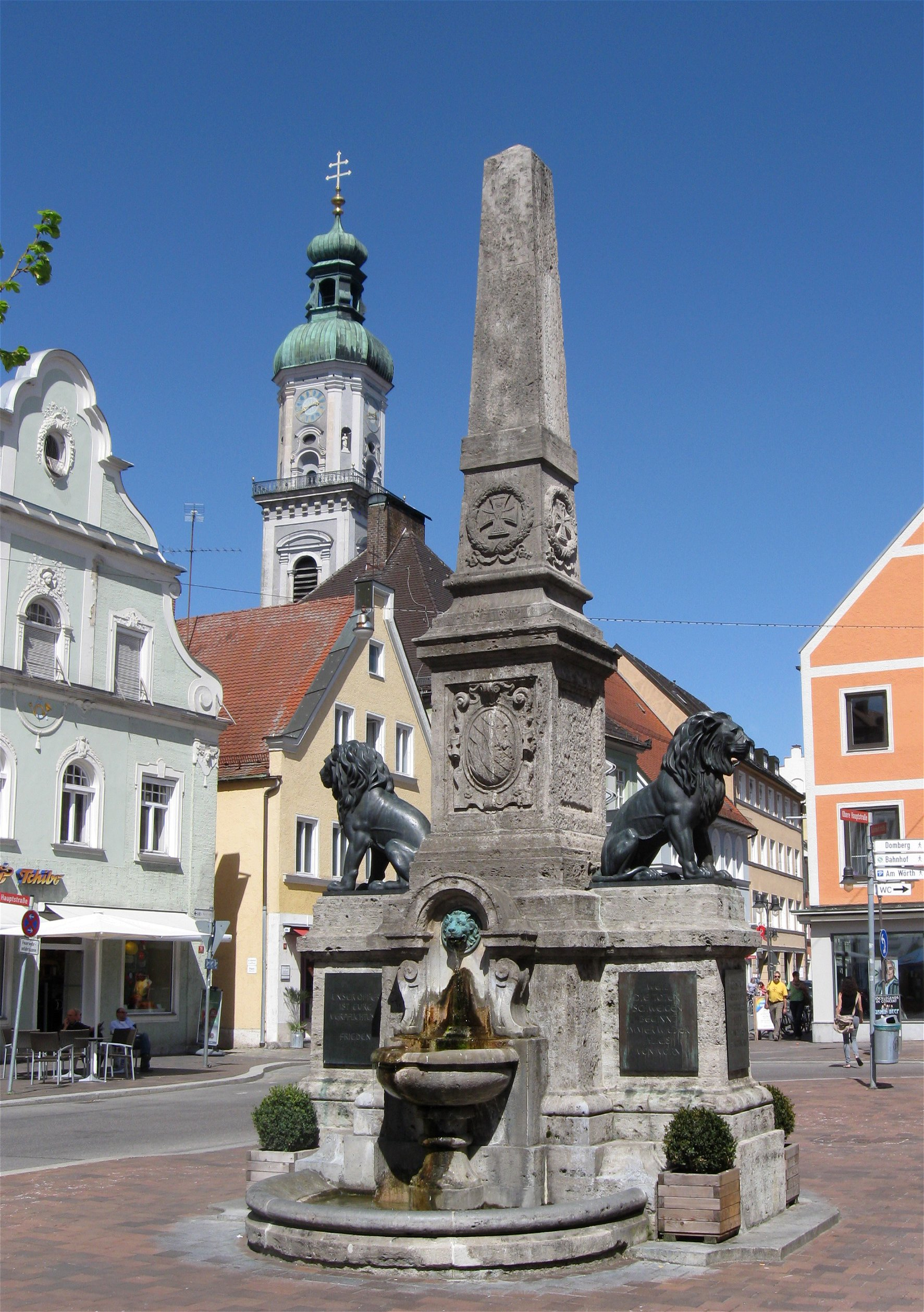
Kriegerdenkmal vor dem Umbau der Oberen Hauptstraße
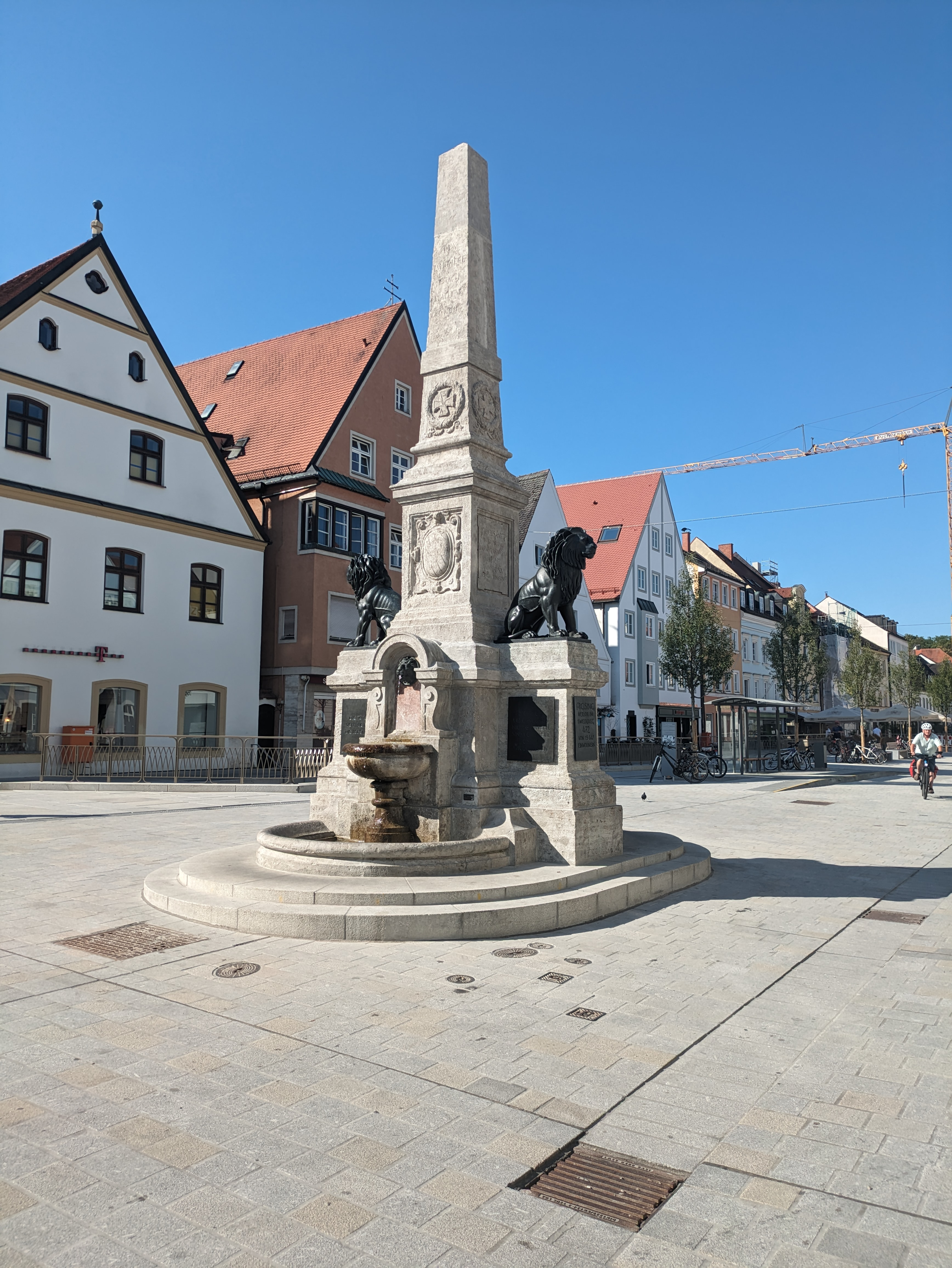
Denkmal am neuen Standort
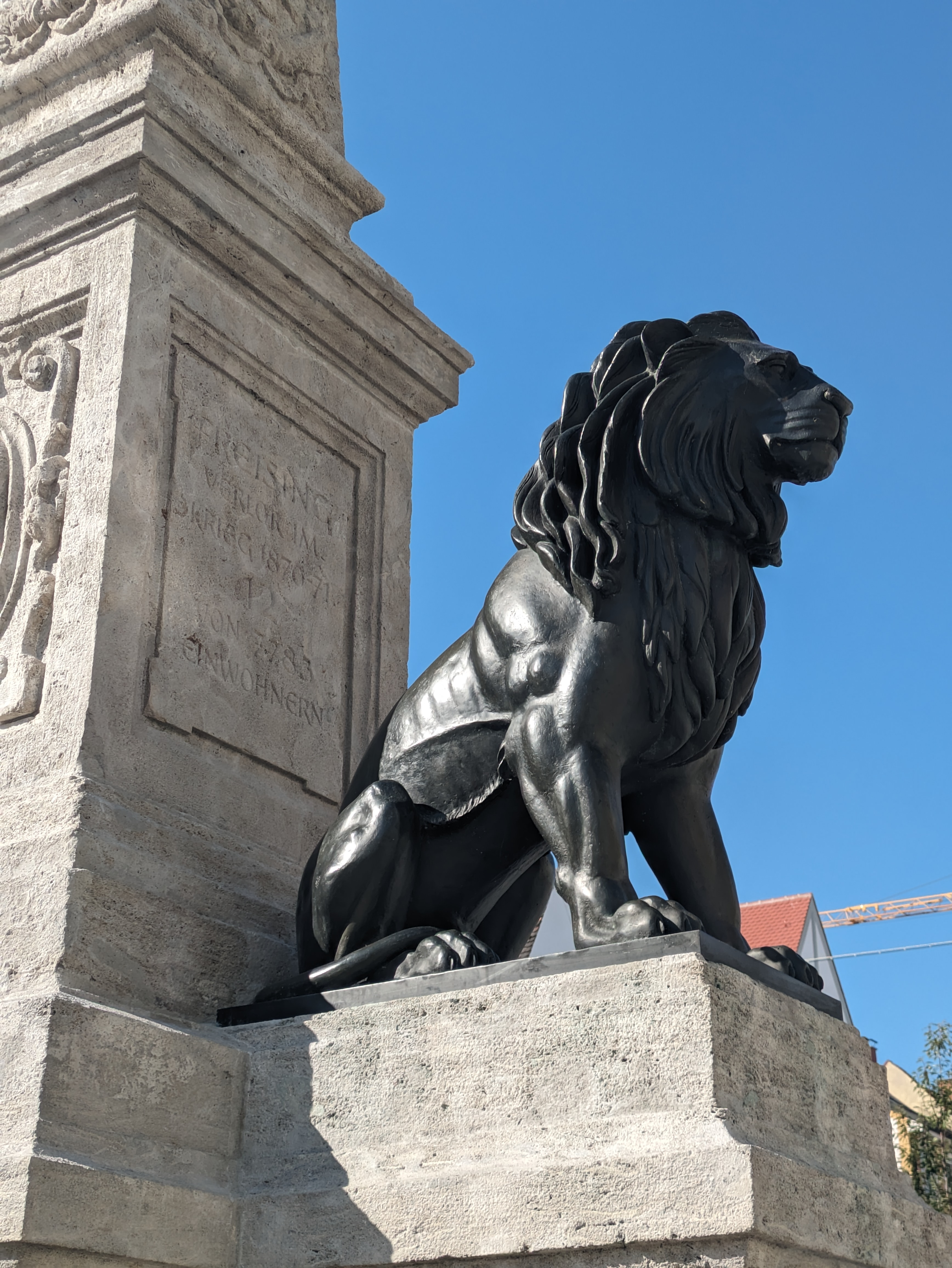
Löwenfigur nach der Renovierung
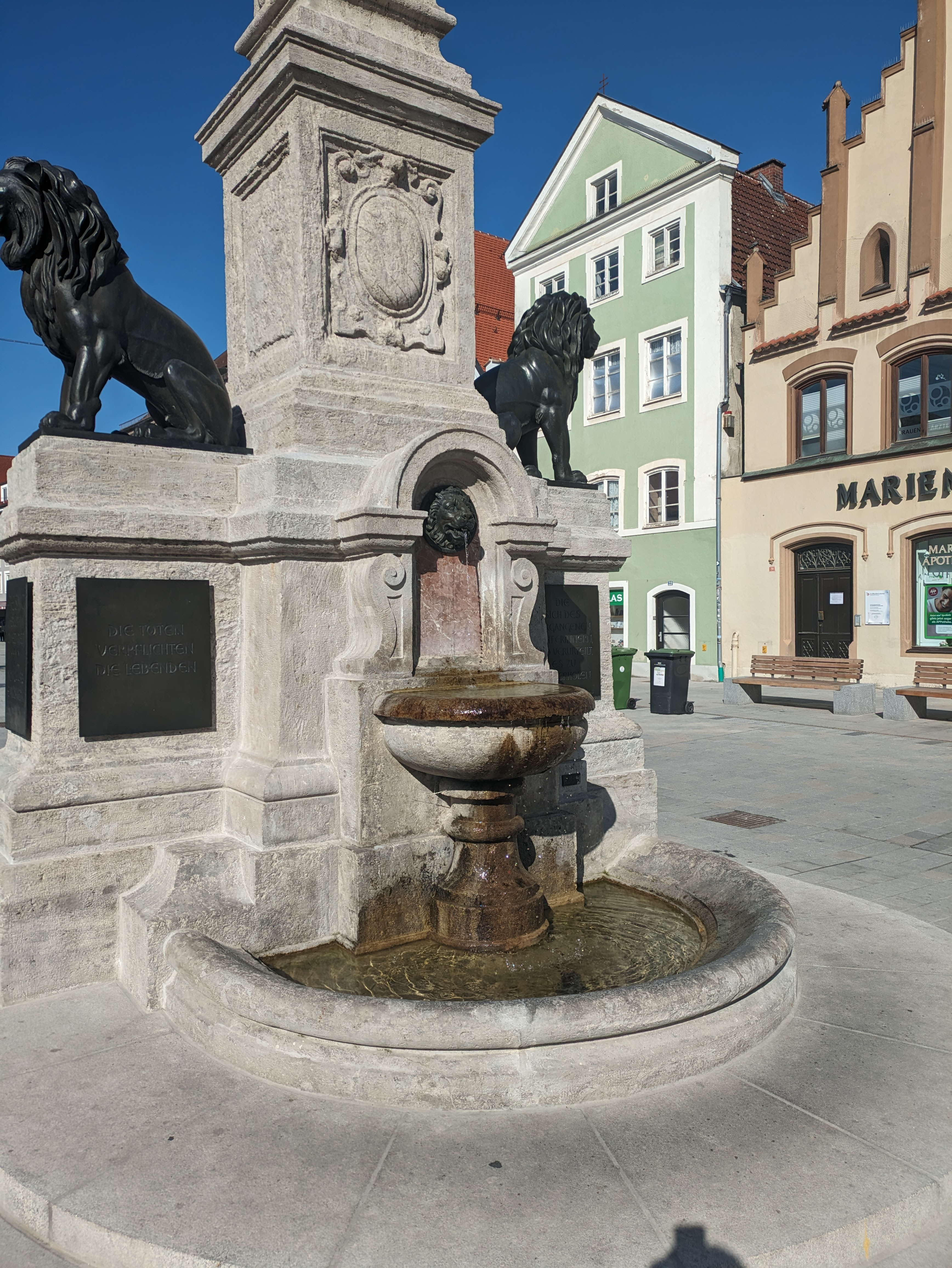
Brunnen nach der Renovierung
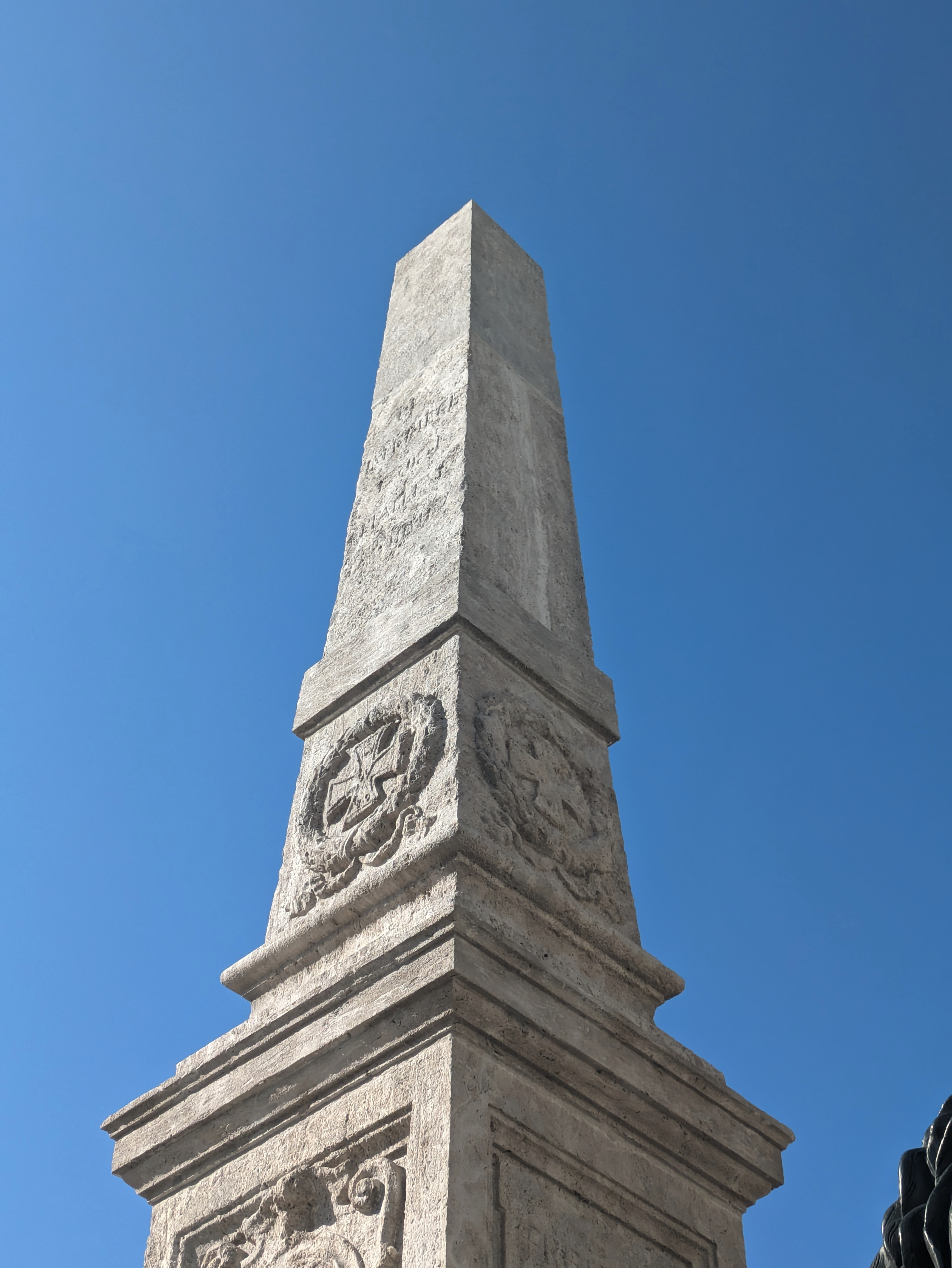
Obelisk nach der Renovierung

## Inschriften
- Freising verlor im Krieg 1870/71 12 von 7783 Einwohnern
- Freising verlor im 1. Weltkrieg 472 von 15 647 Einwohnern
- Freising verlor im 2. Weltkrieg 1112 von 24 482 Einwohnern
- Die sich des Vergangenen nicht erinnern, sind verurteilt es zu wiederholen 1
- Die Toten verpflichten die Lebenden
- Weil die Toten schweigen beginnt immer wieder alles von vorn
- Unser Opfer ist eure Verpflichtung: Frieden